# 3997 Taga
3997 Taga (1988 XP1) là một tiểu hành tinh vành đai chính được phát hiện ngày 6 tháng 12 năm 1988 bởi J. Sugie ở Taga-Cho.